# 순화군
순화군(順和君, 1580년 11월 16일 ~ 1607년 4월 14일)은 조선의 왕족이다. 선조의 6남이며 생모는 순빈 김씨이다. 이름은 보(𤣰), 시호는 희민(僖敏)이다.
종교: 유교 (성리학)

## 개요
어려서부터 잔인한 성격을 지녔으며 동물을 잔혹하게 학대하였다. 임진왜란 때 함경도에서 이복 형인 임해군과 함께 가토 기요마사에게 포로로 붙잡혔다가 풀려났다.
선조의 여러 아들 중에 이복 형인 임해군, 정원군 등과 더불어 타인의 신분 고하를 막론하고 구타와 폭행, 재물 갈취 등 난폭한 행동을 일삼았다.
성격이 포악하여 사람을 함부로 죽이거나, 민가의 재물을 약탈하는 등의 행동을 하여 사헌부와 사간원으로부터 거듭 탄핵당했다. 특히 술만 마시면 행패를 부리고 남의 재산을 빼앗았다. 임해군이나 정원군의 행패보다는 덜했으나 무고한 사람을 살해한 것이 해마다 10여 명이 되었다.
이러한 광패한 행동으로 인해 선조에 의해 군(君)의 작위를 박탈당하였다. 사망 후에 선조에 의해 다시 왕자의 작위를 회복하였다.

## 생애

### 출생
1580년(선조 13년) 10월 10일, 선조(宣祖)와 순빈 김씨(順嬪 金氏)의 소생으로 태어났다. 선조의 여섯째 아들이자 순빈에게는 유일한 자식이다.

### 임진왜란
1592년(선조 25년), 임진왜란이 발발하고, 도성이 함락되자 순화군은 이복 형인 임해군 진과 함께 각각 부대를 인솔하였다. 순화군은 장인인 호군 황혁(黃赫), 처조부 황정욱(黃廷彧), 김귀영(金貴榮) 등과 함께 근왕병을 모집하기 위해 강원도로 갔으나 성과를 얻지 못하고, 일본군이 북상하자 이를 피하여 함경도로 들어가, 임해군의 근왕병 모집대와 합류하여 회령에 주둔하였다. 그러나 그는 왕자임을 내세워 행패를 부리다가 함경도민의 반감을 샀다.
7월 23일, 임해군과 순화군은 함경도 회령에서 지역 주민들을 비롯한 순왜(順倭, 임진왜란 당시 일본에 협력한 조선인) 국경인(鞠景仁)과 국세필(鞠世弼) 등에게 포박되어 왜장 가토 기요마사에게 넘겨졌다.
 
왜장 청정(淸正, 가토 기요마사)이 북계(北界)로 침입하니
회령(會寧) 사람들이 반란을 일으켜 두 왕자(임해군 · 순화군)와 여러 재신(宰臣)을 잡아
적을 맞아 항복하였다.
이로써 관남(關南)과 관북(關北)이 모두 적에게 함락되었다.
 — 《선조수정실록》 26권,
선조 25년(1592년 명 만력(萬曆) 20년) 7월 1일 (무오)
이후 장인 황혁, 처조부 황정욱과 함께 안변의 토굴에 감금되었다가 경상도 밀양으로 이송되었고, 1593년(선조 26년) 초, 부산 다대포에 주둔하던 가토 기요마사군의 본진으로 압송되었다. 이때 그는 선조에게 항복 권유문을 쓰게 하라는 강요를 받고 항복 권유문을 썼다. 그러나 처조부 황정욱은 비밀리에 항복 권유문은 진심이 아니라는 글을 써서 숨겨둔 뒤, 항복 권유문을 쓰는 하인편에 딸려서 같이 그것이 사실이 아니라고 글을 써서 보냈다.
8월, 부산 다대포항에 정박된 배 안에 구금되어 일본으로 보내지려 할 때, 명나라의 사신 심유경(沈惟敬)과 일본군 장수 고니시 유키나카의 회담이 성사되어, 그해 9월 29일 부산에서 임해군, 김귀영, 황혁, 황정욱 등과 함께 조선군에 송환, 인계되었다.

### 생애 후반
1597년(선조 30년), 황해도 신계에 머물며 지역 백성들에게 가혹하게 형장을 쳐서 백성들이 이를 원망하며 뿔뿔이 흩어지는 일이 일어났다.
1600년(선조 33년), 모후인 의인왕후의 국상중에 의인왕후의 빈전 옆 여막에서 시녀를 강간하였다. 조선의 국법대로라면 어머니의 상중에 여인을 강간한 행위에 대한 처벌은 교수형이었다. 선조는 순화군을 외방으로 귀양보냈다.
임진왜란이 이후에도 사람 죽이는 버릇과 재물 약탈이 계속되어 양사로부터 탄핵을 받다가 1601년(선조 34년) 파면되고, 순화군의 작위를 박탈당하였다.
1604년(선조 37년) 호성공신과 호성원종공신을 책록할 때 순화군은 호성원종공신 1등의 한 사람으로 책록되었다. 그러나 양사의 탄핵은 계속되었고 수원으로 유배되었다. 그러나 곧 수원부유수가 바뀌어 후임으로 오는 수원부유수 권경우(權慶佑)가 자신에게 인사하지 않았다고 난리를 피워 물의를 빚기도했다. 그해 10월 3일 왕명으로 사복시정(司僕寺正) 이수준(李壽俊)의 집에 안치되었다.

### 사망
이수준의 집에 감금된 상태에서 중풍에 걸려 병석에 누워있다가 1607년(선조 40년) 3월 18일 사망했다. 선조는 특명으로 순화군의 작위를 회복시켜 주었다.
 
이보(李𤣰)가 졸하였다.
【보는 왕자다.
 성질이 패망하여 술만 마시면서 행패를 무렸으며 남의 재산을 빼앗았다.
 비록 임해군(臨海君)이나 정원군(定遠君)의 행패보다는 덜했다 하더라도
 무고한 사람을 살해한 것이 해마다 10여 명에 이르렀으므로
 도성의 백성들이 몹시 두려워 호환(虎患)을 피하듯이 하였다.
 이에 양사(사헌부 · 사간원)가 논계하여 관직을 삭탈하고 안치시켰는데,
 이 때에 이르러 죽었다.
 상(선조)이 특별히 명하여 그의 직을 회복시켜 순화군(順和君)이라 하고,
 익성군(益城君) 이향령(李享齡)의 아들 이봉경(李奉慶)을 후사로 삼았다. 】

 — 《선조실록》 209권,
선조 40년(1607년 명 만력(萬曆) 35년) 3월 18일 (신사)

### 사후
시신은 양주군 별비곡면 청학리(현 남양주시 별내면 청학리) 수락산 덕흥대원군 묘소 내 계좌(癸坐), 청학리에서 덕릉고개 방향에 안장된 어머니 순빈 김씨 묘소 아래에 안장되었으며, 묘비석과 신도비는 20세기 이후에 세워졌다.
부인 황씨에게서는 아들이 없었기 때문에 사촌 형인 익성군의 아들 진릉군 봉경(후에 태경으로 개명)이 제사를 주관하였다. 그러나 진릉군 태경이 진릉군의 옥사로 죽으면서 파양되고, 다시 이복 동생인 인성군의 아들 해안군 억이 양자로 입적되었다.
후에 정조조에 이르러 부사직 정존겸이 그의 시호를 청하는 상소를 올려 희민(僖敏)의 시호가 추서되었다.

## 행적

### 순화군의 악행
- 1600년(선조 33년), 의인왕후의 상 중에 빈전에서 어머니의 시녀를 겁간하였다.[7] 국모의 상중에 성관계를 갖으면 국법에 의해 엄하게 처벌되었는데, 순화군은 모후의 상중에 강간죄까지 저질렀으므로 교살형에 처해져야 했다.[8] 선조는 비망기로 순화군에게 죄줄것을 명하고 외방으로 귀양보냈다.[9]

 

| “ | 순화군(順和君) 이보(李𤣰)가 어려서부터 성질이 괴팍하여 내 이미 그가 사람 노릇을 못 할 줄 알아 마음속으로 항상 걱정하였는데, 성장하자 그의 소행은 차마 형언할 수 없었다. 앞서 여러 차례에 걸쳐 살인을 하였으나 부자간의 정의로 아비가 자식을 위해 숨기며 은혜가 의리를 덮어야 하기 때문에 그때 나는 한 마디의 말도 하지 않고 유사(有司)의 조처에 맡겨두고서 오직 마음을 태우고 부끄러워할 뿐이었다. 그후 대사령으로 인하여 다행히 죽음을 면하였으나 패악한 행동은 더욱 기탄하는 바가 없었다. 오늘 빈전(殯殿)의 곁 여막에서 제 어미의 배비(陪婢)를 겁간하였으니 경악을 금할 수 없다. 내 차마 입밖에 내지 못하겠으나 말하지 않을 수 없다. 국가의 치욕과 내 마음의 침통함을 어떻게 말할 수 있겠는가. 내가 이 자식을 둔 것은 곧 나의 죄로서 여러 신하들을 볼 면목이 없다. 다만 내가 차마 직접 정죄(定罪)할 수 없으니, 유사로 하여금 법에 의해 처단하게 하라. | ” |
 — 《선조실록》 127권,
선조 33년(1600년 명 만력(萬曆) 28년) 7월 16일 (정사)
- 수원으로 정배가 있는 상태에서도 백성들에게 행패를 부리며 잡아다가 폭행하고 고문하였다.[11]

 
순화군이 '나물(菜物)이 좋지 않다고 하며 수문을 부수고 나와
원두(園頭)를 관리하는 종(奴) 임동(林同)의 숙모를
손수 잡아 들여다 20여 차례 형문하였는데 직접 결장(決杖)하였다.’ 하고,
'읍내에 사는 김영수(金永水)가 궁에 상직(上直)하러 나갔을 때
수문으로 잡아 들여다 20여 차례 형문하였는데 직접 결장하고,
그가 입고 있던 의복을 전부 불태웠다.’ 하였으며,
오늘 도착한 문장에는
‘이달 28일 2경(오후 9시~11시)에 순화군이 직접 밖으로 나와
쇠고기와 생선 등을 올리지 않는다는 이유로
창고를 지키고 출납을 관리하는 종(奴)인 어리손(於里孫)의 가옥을
불을 질러 전소시켰으며,
이달 27일 초혼에는 일용하는 촉병(燭柄)을 올리는 일로 나간
화공(畫工) 정업수(鄭業水)를 수문으로 잡아 들여다
40여 차례 형문하였는데 손수 결장하였다.' 하였다.
 — 《선조실록》 134권,
선조 34년(1601년 명 만력(萬曆) 29년) 2월 1일 (경오)
- 계속해서 백성들을 잔혹하게 폭행하고 고문하였다.[12] 이때 선조는 순화군을 하옥하라는 청도, 나국하라는 청도, 정죄하여 처벌하라는 청도 모두 거절하였다.

 
이달 9일 순화군이 약주를 가지고 간 원금(元金)을 수문으로 잡아들여 무수히 구타하였고,
12일에는 약주를 가지고 간 여종 주질재(注叱介)를 수문으로 잡아들여
옷을 전부 벗겨 알몸으로 결박하고 날이 샐 때까지 풀어주지 않았다고 하며,
18일에는 읍내에 사는 군사 장석을시(張石乙屎)가 그의 집에 역질이 들어 역신을 쫓고 있을 때
장석을시와 맹인 윤화(允化)의 아내 맹무녀(盲巫女) 등을 잡아가 수문으로 끌어들여
순화군이 직접 결박하고 한 차례 형문한 뒤에 밤새도록 매어두었다.
그리고 맹무녀의 윗니와 아랫니 각 1개, 장석을시의 윗니와 아랫니 9개를 작은 쇠뭉치로 때려 깨고
또 집게로 잡아 빼 유혈이 얼굴에 낭자하였으며 피가 목구멍에 차 숨을 쉬지 못하였다.
맹무녀는 궁 안에서 즉시 치사하였고 장석을시는 이튿날 수문으로 끌어내 왔는데
목숨이 위급하여 곧 죽을 상황이었다.
 — 《선조실록》 134권,
선조 34년(1601년 명 만력(萬曆) 29년) 2월 23일 (임진)
- 1604년(선조 37년), 위리안치에서 벗어난 뒤 또다시 살인을 저질렀다.[13]

순화군 이보(李𤣰)가 사람을 죽였다.
【순화군 이보가 위리에서 벗어난 뒤부터 더욱 흉학한 짓을 마구하여
 거리를 드나들면서 사람을 만나면 번번이 죽였었는데
 이날에도 두 여인을 죽여 참혹한 독기를 뿌린 것이 극도에 달하였으므로
 조정과 민간에서 놀라지 않는 사람이 없었다.
 그러나 이때 임금은 바야흐로 왕자들을 비호하기만 하여
 감히 말하는 사람이 있으면 더욱 엄하게 배척을 가하였으므로
 대관도 감히 논계하지 못하고 재상들도 감히 말하지 못하였다.】

 — 《선조실록》 174권,
선조 37년(1604년 명 만력(萬曆) 32년) 5월 25일 (을해)
- 1606년(선조 39년), 순화군은 중풍을 앓는 중에도 하인들을 시켜 외숙부인 김언희를 결박하여 구타하고 잡아다가 가두는 등의 패륜을 저질렀다.[14]

 
"사비(私婢) 천개(天介)가 본부에 소장을 받치기를
   ‘남편 김언희(金彦希)는 바로 순화군의 삼촌인데
   순화군이 결박지어 잡아가서 무수히 구타한 다음
   여러날 동안 수금하였는데 사망할 것이 분명하다.’ 하였습니다.
(중략)
순화군 이보(李𤣰)는 풍병(風病)을 앓은지 이미 오래이므로
진실로 책할 것도 없습니다만,
그가 거느린 하인들이 그의 망령된 말을 듣고
일가의 친속을 수금하기까지 하였으니 놀랍기 그지없습니다.
유사(有司)로 하여금 수금하고 통렬히 다스리게 하소서." 하니,
윤허한다고 답하였다.

사신은 논한다.
자기의 숙부를 수금하고 장(杖)을 쳤으니 너무도 윤리에 어긋난 짓이다.
그의 종만 다스리기를 청한 것은
이미 근본을 다스린다는 논리에 입각한 것이 아니다.
더구나 다른 궁가(宮家)에서 죄없는 사람을 멋대로 잡아다 가둔 것이
한없이 많은 것을 말해 뭐하겠는가.
 — 《선조실록》 200권,
선조 39년(1606년 명 만력(萬曆) 34년) 6월 9일 (병오)

## 가족 관계[15]
| - 조부 : 덕흥대원군(德興大院君, 1530 ~ 1559) - 조모 : 하동부대부인 하동 정씨(河東府大夫人 河東 鄭氏, 1530 ~ 1567) - 부왕 : 선조(宣祖, 1552 ~ 1608) - 외조부 : 김복장(金福長) - 외조모 : 평산 신씨(平山 申氏) - 생모 : 순빈 김씨(順嬪 金氏, ? ~ 1647) - 장인 : 황혁(黃赫, 1551 ~ 1612) - 장모 : 조정기(趙廷機)의 딸 풍양 조씨 - 정부인 : 군부인 장수 황씨(1577 ~ 1645) - 적장녀 : 이계여(李桂餘, 1598 ~ ?) - 사위 : 덕수 이씨 판서(判書) 이경증(李景曾, 1595 ~ 1648) - 외손자 : 이치(李穉, 1617 ~ ?) - 외손자 : 이진(李稹, 1620 ~ ?) - 외손녀 : 이단아(李端兒, 1625 ~ ?) - 외손녀 : 해풍부부인(海豊府夫人) 이효아(李孝兒, 1628 ~ 1652) - 외손자 : 이혜(李嵇, 1635 ~ 1715) - 양자 : 진릉군(晉陵君) 이태경(李泰慶, 1594 ~ 1612) - 덕흥대원군의 증손자 - 며느리 : 정사(鄭泗)의 딸 군부인 연일 정씨 - 양자 : 해안군(海安君) 이억(李億, 1613 ~ ?) - 이복 남동생 인성군의 차남 - 며느리 : 고상의(高尙義)의 딸 군부인 제주 고씨 - 손녀 : 이요숙(李窈淑, 1641 ~ ?) - 손자 : 영창군(瀛昌君) 이심(李沈, 1643 ~ ?) - 손녀 : 이조숙(李窕淑, 1648 ~ ?) - 손자 : 영래도정(瀛萊都正) 이속(李洬, 1650 ~ ?) - 손녀 : 이채숙(李采淑, 1652 ~ ?) - 며느리(양첩) : 노랑(魯娘) - 서손자 : 탐계수(耽溪守) 이?(李日+兄, 1634 ~ ?) - 서손자 : 탐릉수(耽陵守) 이변(李㝸, 1636 ~ 1731) - 며느리(노비) : 미상 - 서손자 : 탐산부수(耽山副守) 이극(李克, 1629 ~ ?) - 양첩 : 천덕(天德) - 서장녀 : 이업이(李業伊, 1601 ~ ?) - 사위 : 이인로(李仁老) - 서차녀 : 이중이(李衆伊, 1603 ~ ?) - 조졸 |

## 기타
- 아버지 선조에 의하면 순화군의 성품은 천성적으로 잔인하며 어려서부터 동물을 잔혹하게 학대하였다고 한다.

 
| “ | 내가 말하는 것은 미안하긴 하나 내가 만약 말하지 않으면 조정이 어떻게 알겠는가. 그(순화군)의 성품은 극히 이상하여 어릴 때부터 천성적으로 잔인하였다. 이제 저곳에서 하는 일이 모두 사람을 때려 죽이는 짓으로 잔혹하기 그지없으니, 더욱 괴롭기만 하다. 비록 주색잡기와 같은 것에 광패한 사람이라면 그래도 괜찮겠으나 이 사람은 그렇지 않다. 어릴 때부터 새나 짐승일지라도 반드시 잔인하게 상해시켜야 만족해 하였다. 대체로 이 또한 나 때문이니, 조정 대신과 얼굴을 마주하고 말할 수가 없다. | ” |
 — 《선조실록》 134권,
선조 34년(1601년 명 만력(萬曆) 29년) 2월 10일 (기묘)
- 인조 대에 문신인 최유연(崔有淵, 1587~1656)이 아홉살이었을 당시, 최유연 집안의 계집종이 순화군에게 밉보이자 순화군이 화를 내며 최유연 집안의 가장을 잡아갔다. 최유연은 부모에게도 묻지 않고 스스로 순화군을 찾아가 빌며 용서를 구하였고, 순화군이 화를 풀고 가장을 풀어주자 최유연은 효자로 칭송받았다 한다.[20]

## 관련 작품

### 드라마
- 《왕의 여자》(SBS, 2003년~2004년, 배우:이다윗)
- 《징비록》(KBS1, 2015년, 배우:김태용)

## 같이 보기
- 선조
- 임해군
- 광해군
- 정원군
- 임진왜란